# Celso Golmayo Zúpide
Celso Golmayo Zúpide (24 de abril de 1820, Logroño, Espanha – 1 de abril de 1898, Havana, Cuba) foi um mestre enxadrista espanhol-cubano